# Геревол

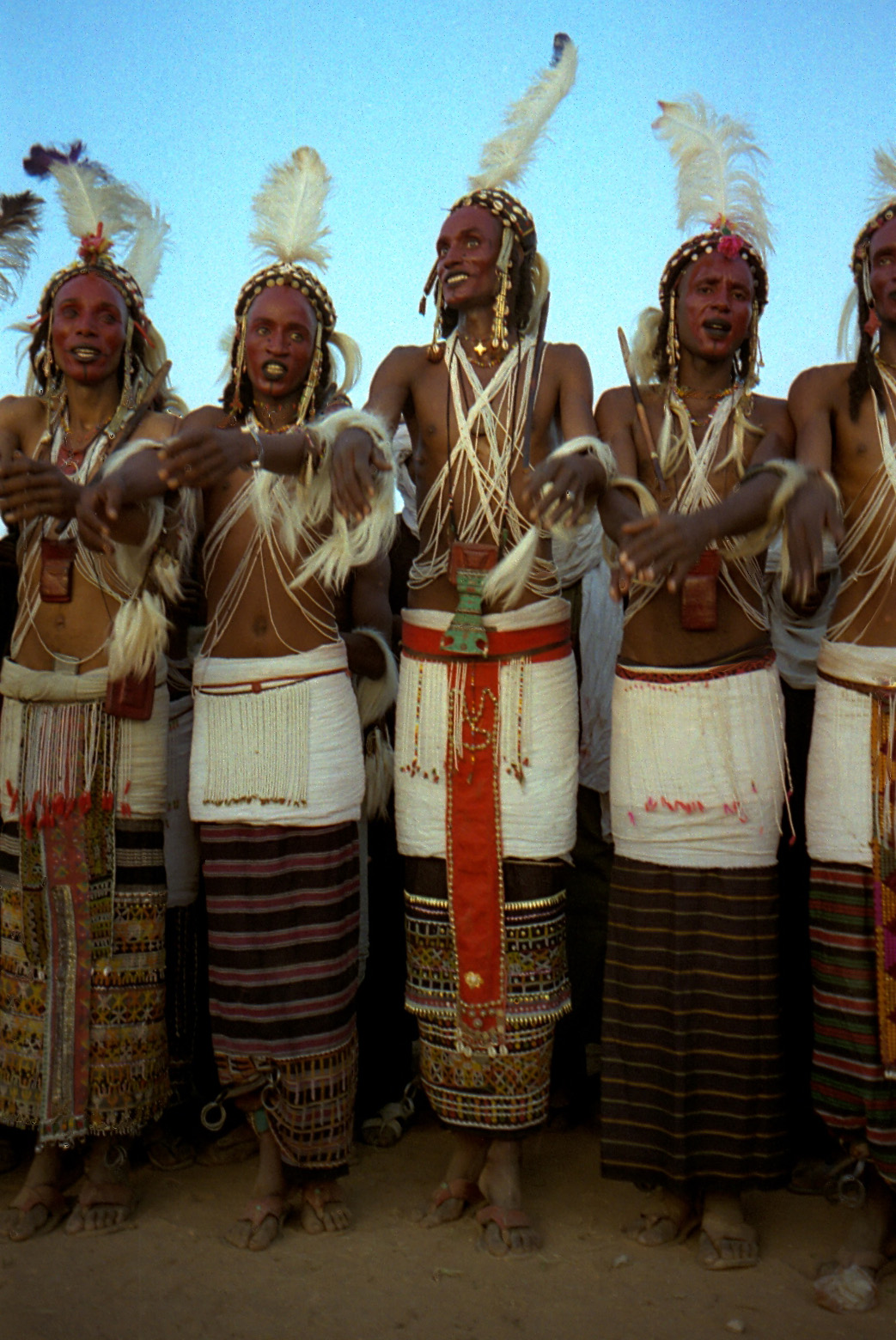

Геревол — праздник выбора партнера у народности Вудабе (фульбе) в Нигере. На этом празднике молодые женатые и неженатые мужчины красятся и наряжаются, а также исполняют песни. Таким образом, по форме Геревол отдаленно напоминает конкурс красоты. Критериями красоты здесь выступают стройность, высокий рост, здоровые зубы и выносливость участников. Женщинам предоставляется право выбора понравившегося мужчины. Во время этих праздников сформировалась определенная символика цветов, которые участники используют для своего украшения.

## Символика цвета
- Красный — мужество, смелость
- Черный — экспрессивность
- Желтый — магия.
- Белый — смерть.